# Фабрика (село)
Фабрика е заличено село в Южна България. То се намира в община Златоград, област Смолян.

## География
Село Фабрика се намира в планински район в Източните Родопи между градовете Мадан и Златоград.

## История
Селото е създадено в началото на 1940-те години във връзка с откриването на находище на оловно-цинкова руда. Фабриката и жилищата са построени от немски строители, а рудата е изнасяна към Германия. През 1947 г. фабриката е национализирана. Социалистическата власт събаря старите къщи и построява на тяхно място блокове, магазин, ресторант, киносалон и читалище. След 1989 г. в селото настъпва период на упадък. Изготвен е план някогашният му център да бъде превърнат в предприятие за взривни материали, поради което голяма част от сградите са взривени. През август 2016 г. селото е закрито с решение на общински съвет Златоград, прието е с Решение на Министерски съвет през октомври 2016 г.

## Население
| 1956 | 1965 | 1975 | 1985 | 1992 | 1995 | 1998 |
| ---- | ---- | ---- | ---- | ---- | ---- | ---- |
| 1778 | 1494 | 575  | 132  | 71   | 61   | 63   |
| 2001 | 2004 | 2007 | 2010 | 2013 | 2015 | 2016 |
| 30   | 26   | 26   | 23   | 15   | 14   | 0    |

## Галерия
- Изглед от главната улица в селото, 2025 г.
- Изглед от главната улица в селото, 2025 г.
- Изглед от главната улица в селото, 2025 г.
- Изглед от главната улица в селото, 2025 г.
- Изглед от главната улица в селото, 2025 г.
- Изглед от главната улица в селото, 2025 г.